# Бурановские бабушки
«Бура́новские ба́бушки» (удм. Брангуртысь песянайёс) — российская музыкальная фольклорная группа из села Бураново Малопургинского района Удмуртии, получившая известность благодаря исполнению хитов известных российских и зарубежных исполнителей на родном удмуртском языке.
Коллектив представлял Россию на конкурсе песни «Евровидение-2012» в Баку, по результатам которого занял второе место.

## История
Фольклорный ансамбль «Бурановские бабушки» был создан в селе Бураново Удмуртии более 45 лет назад. Средний возраст участниц коллектива к 2010 году — 70 лет. Основа репертуара — старинные фольклорные песни на родном удмуртском языке.
Впервые коллектив начал выступать с перепевками на удмуртском языке песен известных исполнителей в 2008 году, когда на праздновании Дня родного языка в Удмуртской государственной филармонии были исполнены песни Бориса Гребенщикова и Виктора Цоя на удмуртском языке. С тех пор они неоднократно становились объектом внимания прессы и телевидения.
Коллектив принимал участие в российском национальном отборочном туре конкурса песни «Евровидение-2010» с песней «Длинная-длинная береста и как сделать из неё айшон» (заняли третье место), а также в отборочном туре «Евровидения-2012» с песней «Party for Everybody». По результатам последнего отборочного тура, «Бурановские бабушки» одержали победу и получили право представлять Россию на международном конкурсе песни «Евровидение-2012» в Баку, где в финале заняли второе место.
11 июня 2011 года Ольга Николаевна Ту́ктарева и Галина Николаевна Конева приняли участие в телеигре «Кто хочет стать миллионером?» на Первом канале. Их выигрыш составил 800 тысяч рублей. Бабушки заявили, что весь выигрыш пойдёт на строительство храма в селе Бураново.
Указом Президента Удмуртской Республики А. А. Волкова № 97 от 24 мая 2012 года восьми участницам коллектива (Байсаровой Гране Ивановне, Бегишевой Алевтине Геннадьевне, Дородовой Зое Сергеевне, Коневой Галине Николаевне, Пугачёвой Наталье Яковлевне, Пятченко Валентине Семёновне, Ту́ктаревой Ольге Николаевне и Шкляевой Екатерине Семёновне) были присвоены почётные звания «Народный артист Удмуртской Республики» «за большой вклад в развитие искусства и высокое исполнительское мастерство».
В начале ноября 2012 года состоялась премьера совместной песни «Бурановских бабушек» и известной этно-поп-певицы Варвары под названием «А не пойду замуж я». В апреле 2012 года «Бурановские бабушки» снялись в рекламных видеороликах популярного газированного напитка «Sprite». 7 июня 2012 года участницы ансамбля «Бурановские бабушки» получили удостоверения внештатных сотрудников управления ГИБДД МВД по Удмуртии по линии пропаганды безопасности дорожного движения.
24 августа 2013 года «Бурановские бабушки» стали хедлайнерами третьего мультифестиваля финно-угорской культуры «Ыбица» в селе Ыб Сыктывдинского района Республики Коми.
2 января 2014 года одним из факелоносцев эстафеты олимпийского огня зимних Олимпийских игр в Сочи стала 75-летняя участница коллектива «Бурановские бабушки» Галина Конева.
«Бурановские бабушки» неоднократно заявляли, что планируют потратить заработанные во время своих концертных выступлений деньги на восстановление сельской святыни — Храма Святой Троицы, построенного в родном селе Бураново в 1895 году и разрушенного в конце 30-х годов прошлого века. 24 мая 2012 года в этом селе началась закладка фундамента под будущий храм. А 30 мая 2012 года, в день возвращения участниц ансамбля из Баку домой, планировалось провести освящение будущей церкви. На возведение храма глава Удмуртской Республики Александр Волков пообещал выделить 1 миллион рублей, а также заверил, что поможет решить проблемы с качеством дорог и водоснабжением в селе Бураново. В июне 2016 года храм был открыт и освящен.

## Состав

### Действующий состав
- Анна Прокопьева[источник не указан 568 дней][значимость факта?]
- Валентина Серебренникова[источник не указан 568 дней][значимость факта?]
- Екатерина Антонова[источник не указан 568 дней][значимость факта?]

### Бывшие участники

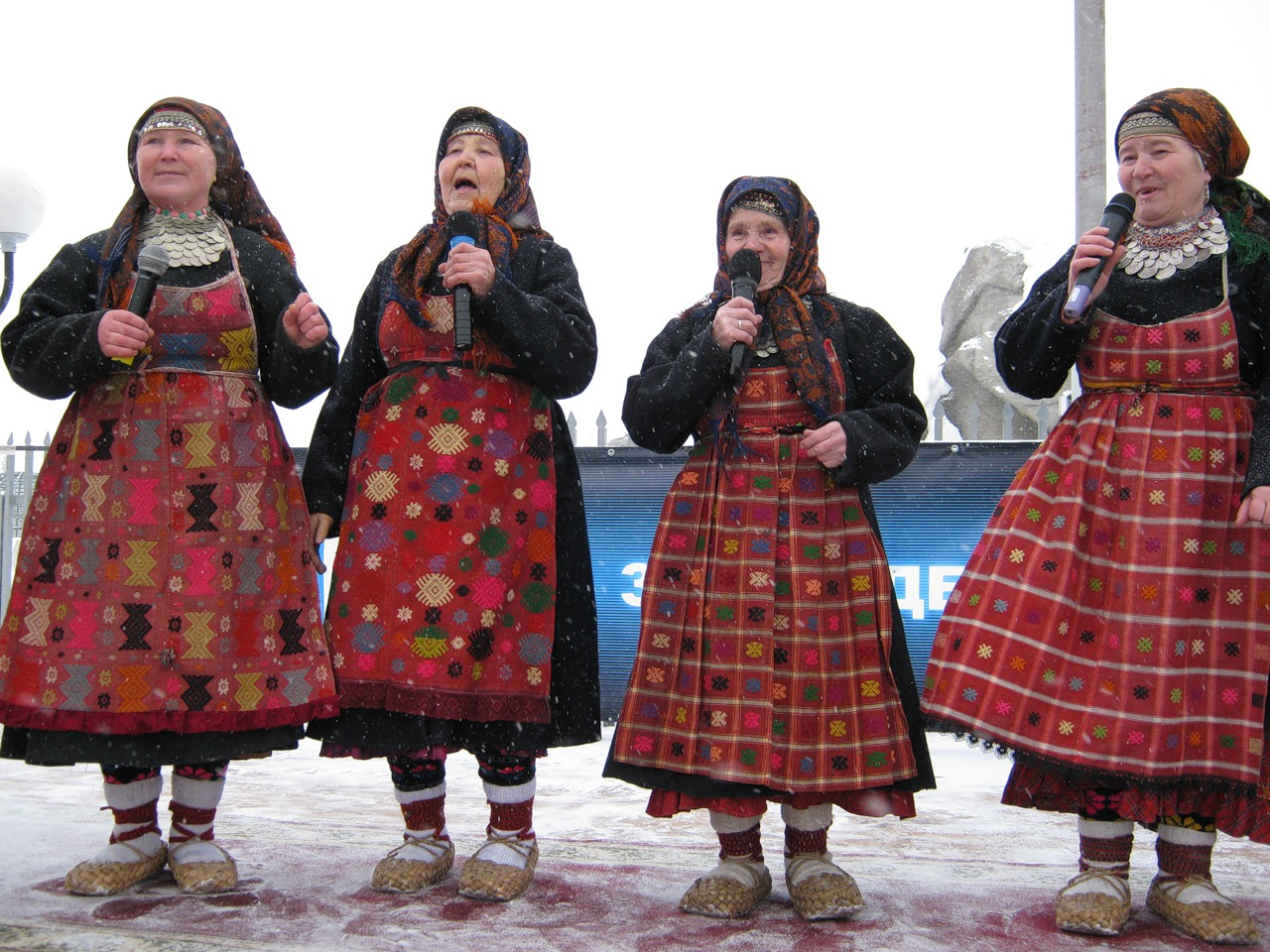
«Бурановские бабушки»

- Наталья Яковлевна Пугачёва (28 октября 1935 — 26 октября 2019)[24] — Народная артистка Удмуртской Республики (2012)[13], выступала на «Евровидение-2012»[25].
- Граня Ивановна Байсарова (род. 12 июня 1949) — Народная артистка Удмуртской Республики (2012)[13], выступала на «Евровидение-2012»[25].
- Алевтина Геннадьевна Бегишева (род. 3 марта 1958) — Народная артистка Удмуртской Республики (2012)[13], не выступала на «Евровидение-2012»[25].
- Зоя Сергеевна Дородова (род. 15 апреля 1940) — Народная артистка Удмуртской Республики (2012)[13], не выступала на «Евровидение-2012»[25].
- Галина Николаевна Конева (род. 15 октября 1938) — Народная артистка Удмуртской Республики (2012)[13], выступала на «Евровидение-2012»[25].
- Валентина Семёновна Пятченко (род. 21 октября 1937) — Народная артистка Республики (2012)[13], выступала на «Евровидение-2012»[25].
- Ольга Николаевна Ту́ктарева (род. 26 апреля 1968) — Народная артистка Удмуртской Республики (2012)[13], выступала на «Евровидение-2012»[25] — художественный руководитель ансамбля.
- Екатерина Семёновна Шкляева (2 ноября 1937 — 23 июля 2024) — Народная артистка Удмуртской Республики (2012)[13], выступала на «Евровидение-2012»[25].
- Елизавета Филипповна Зарбатова[26] (1927 — 13 января 2014) — автор ряда песен коллектива[27], самая пожилая участница ансамбля.

## Покупка бренда «Бурановские бабушки»
Бренд «Бурановские бабушки» был приобретен и используется ООО «Дом Людмилы Зыкиной». В мае 2014 года, когда истёк пятилетний контракт, заключённый ООО «Дом Людмилы Зыкиной» с солистками коллектива, под бренд был набран новый коллектив исполнителей.
Ранее продюсер Ксения Рубцова настаивала на необходимости ввести новых людей в действующий коллектив, однако «бабушки» отказывались. Тогда Рубцова уволила всех участниц коллектива, а вместо них набрала новый состав. О своём увольнении «бабушки» узнали из интернета. Бывшим солисткам ансамбля запрещено исполнять песни коллектива под фонограммы — все авторские права, включая название «Бурановские бабушки», принадлежат ООО «Дом Людмилы Зыкиной». Новый состав коллектива некоторое время выступал под фонограммы, записанные старыми участниками коллектива.
В новый состав коллектива, набранный в 2014 году, вошли: бывшие солистки Государственного академического ансамбля песни и танца Удмуртии «Италмас» Анна Прокопьева, Республиканского театра фольклорной песни «Айкай» Валентина Серебренникова, бывший руководитель ансамбля гармонисток Малопургинского района «Арганчи» Екатерина Антонова и самодеятельные певицы из деревни Лудорвай.
В 2016 году коллектив впервые выступил на музыкальном фестивале Laula kanssain («Пой со мной») в Йоэнсуу.
Бывшие солистки в настоящее время выступают под другим названием — «Бабушки из Бураново».